# Dossena (Italia)
Dossena [doˈsːeːna] (Dosséna [doˈsena] in dialetto bergamasco, Dorsum, dosso in latino) è un comune italiano di 876 abitanti della provincia di Bergamo in Lombardia.
Situato a cavallo tra la val Serina e la val Brembana, dista circa 35 chilometri verso nord dal capoluogo orobico.
Dal 2015 il Comune di Dossena fa parte del vie di migranti, artisti, dei Tasso e di Arlecchino, nato da una convenzione firmata con i Comuni di Camerata Cornello e San Giovanni Bianco per valorizzare i beni artistici, architettonici, storici, ambientali del territorio e promuoverne gli eventi culturali.
Dall'aprile 2017 il comune di Dossena rende visitabile le miniere di Paglio-Pignolino, importante pilastro economico del paese nel 900 per l'estrazione di fluorite.

## Storia

### Antichità
I primi insediamenti presenti sul territorio paiono risalire addirittura all'età del bronzo, quando furono scoperte miniere di ferro, di calamina e di galena, presenti nella zona del monte Vaccareggio. Queste hanno fatto sì che Dossena fosse il primo insediamento stabile della valle Brembana.
Il loro sfruttamento durò anche in periodi successivi, tanto da rendere il luogo un importante centro nell'epoca preromana e romana.
A tal riguardo sono stati rinvenuti dei cunicoli di estrazione comprensivi di attrezzi ed utensili risalenti a tale epoca, nonché citazioni di Plinio il Vecchio in alcuni suoi racconti.
Questa condizione permise la costruzione di mulattiere di collegamento con la val Seriana e la val Brembana, che favorirono un ulteriore sviluppo dei commerci.
In tale periodo a Dossena era presente un vicus, ovvero un agglomerato urbano, ritenuto il centro principale dell'intero pagus della valle Brembana.
Anche il toponimo è di origine latina: Dorsum sta ad indicare il dosso su cui si è sviluppato il nucleo abitativo.

### Medioevo
Tuttavia i primi documenti scritti che menzionano Dossena risalgono all'anno 920, quando in un atto viene citato un monaco del paese.
Con il passare del tempo, e la conseguente perdita di prestigio dell'impero romano, anche le miniere cominciarono a subire un lento ma inesorabile declino.
Comunque anche in epoca medievale il paese visse un periodo di relativo splendore, grazie ai commerci garantiti dalla presenza della via Mercatorum, sulla quale transitavano grandi quantità di merci e di trafficanti. Questa antica via è tuttora percorribile, ed alcuni tratti sono inglobati all'interno della moderna viabilità.
Si narra inoltre che in questo tranquillo paese soggiornò Leonardo da Vinci, il quale si dilettò in studi per migliorare le capacità delle miniere e rendere possibile un loro recupero.
Un altro segno dell'importanza di Dossena è dato dal fatto che la pieve era posta a capo di ben 23 chiese site nei borghi limitrofi. Ancor oggi è presente un edificio, situato a fianco della parrocchiale, dove era posta la residenza arcipresbiteriale plebana.
Durante il XV secolo gran parte dell'attuale provincia di Bergamo, eccezion fatta per i territori a sud del Fosso Bergamasco, confine tra la Diocesi di Bergamo e quella di Cremona, passò sotto la dominazione veneziana. Il podestà veneto Alvise Priuli decise, al fine di favorire i commerci con i Grigioni, di costruire un nuovo collegamento viario che passasse dalla bassa valle Brembana. Questa nuova strada carrozzabile, denominata via Priula, fece cadere in disuso la via Mercatorum, isolando di fatto il paese di Dossena.
Cominciò quindi una nuova epoca per gli abitanti, che dovettero procurarsi la propria sussistenza con attività come l'allevamento e l'agricoltura, oppure emigrando, specialmente verso Venezia. Seguirono anni difficili, anche a causa di epidemie e carestie, che misero a dura prova l'intera popolazione.
A tal proposito si narra un fatto, ricordato anche da un'epigrafe posta all'esterno della residenza arcipresbiteriale plebana, in cui agli abitanti venne offerta, durante una grave carestia, un'ingente quantità di frumento in cambio dei quadri custoditi nella chiesa parrocchiale del paese. Il rifiuto di questi è ricordato anche da una poesia raccolta dallo storico Bortolo Belotti.
(epigrafe posta sulla residenza arcipresbiteriale.)

### Età moderna
In tempi recenti il borgo, dopo un continuo spopolamento dovuto all'emigrazione, sta vivendo una nuova fase di crescita, dovuta anche al forte aumento del turismo. Dossena è famosa per le sue miniere di fluorite.

### Simboli
Lo stemma e il gonfalone sono stati concessi con decreto del presidente della Repubblica del 19 luglio 1986.
Il monte e l'aquila rappresentano l'altitudine del comprensorio comunale posto a circa 1000 metri sul livello del mare; la caverna ricorda le famose miniere già note nell'antichità; nella seconda partizione, l'albero ricorda i folti castagneti che circondano il paese. La croce del Calvario di rosso simboleggia la chiesa arcipresbiterale plebana di Dossena, una delle più antiche della Valle Brembana nella quale si somministrava il rito battesimale e che aveva giurisdizione su almeno una ventina di parrocchie.
Il gonfalone è un drappo bianco e di azzurro.

## Monumenti e luoghi d'interesse

### Architetture religiose

#### Chiesa parrocchiale di San Giovanni Battista
L'edificio più importante è la chiesa parrocchiale, dedicata a san Giovanni Battista.
Edificata nel corso del XV secolo, custodisce un numero impressionante di quadri, arredi e paramenti provenienti da Venezia, donati dagli emigranti del paese recatisi nel capoluogo veneto, dove svolgevano attività molto redditizie. Tra i quadri di maggior valore troviamo quelli di Paolo Veronese, raffiguranti immagini del santo patrono.

### Altro

#### Murales
Tra il 1981 e il 1984 vari artisti hanno concorso alla decorazione murale del paese con molte scene di soggetto sacro o profano.

#### Ponte del Sole
Nel 2022 è stato inaugurato a Dossena il Ponte del Sole, un ponte tibetano di 505 metri di lunghezza e 120 di altezza massima, percorribile dai turisti in sicurezza. La struttura panoramica, ideata dall'ingegnere Francesco Belmondo, collega il borgo al roccolo della Corna Bianca.

### Aree naturali

#### Miniere di fluorite
Il 6 dicembre 2014, grazie all'Associazione Miniere di Dossena è stato recuperato e reso visitabile, solo con visite guidate, un tratto delle miniere di Paglio-Pignolino dove un tempo si estraeva fluorite: un minerale molto usato nella siderurgia, nell'industria vetraria e nell'ingegneria aereo-spaziale. La presenza delle ampie camere di coltivazione e spazi incantevoli le rendono un esempio di reperto industriale di inizio secolo unico nel suo genere.

#### Via mercatorum
La via Mercatorum, che risulta essere una delle principali attrattive presenti sul territorio.

## Sport

### Pallatamburello
A Dossena è presente un campo dove si pratica la Pallatamburello, in questo paese attualmente militano due squadre: una di Serie A (a livello nazionale) ed una di Serie D (a livello provinciale). Nel corso della sua storia la società sportiva dilettantistica Dossena ha vinto alcuni scudetti di Serie D e C maschile, mentre a livello femminile vinse il triplete portandosi a casa Serie A, Coppa Italia e Coppa Europa.
Il 10 agosto 2024 la squadra di serie B ha conquistato la Coppa Italia di categoria contro il Bardolino sullo sferisterio di Noarna.
Nel 2024 la società ha conquistato lo scudetto di serie B e la promozione in Serie A.
Il 21 settembre 2024 ha vinto anche la Supercoppa italiana di categoria, sempre contro il Bardolino in quanto altra finalista della Coppa Italia, facendo il triplete di serie B maschile per la prima volta nella sua storia dopo 60 anni di attività
Questa società ha attualmente anche un fiorente settore giovanile.

## Società

### Evoluzione demografica
Abitanti censiti

### Tradizioni e folclore

#### La Mascherada de Dossena
La Mascherada de Dosséna è una festa che si svolge a carnevale e celebra il termine dell'inverno, stagione fredda e poco favorevole alle pratiche contadine, ed il conseguente arrivo della primavera. Si svolge con musica maschere caratteristiche e costumi tipici, tra cui uomini che portano lampade da minatori che illuminano la strada.

## Cultura

### Film
Tra aprile ed ottobre 2019, su tutto il territorio dossenese, è stato girato il film The Carpenter diretto dal regista veronese Steven Renso.

## Economia

### Turismo
Il paese è meta di villeggiatura grazie ad un'invidiabile posizione che garantisce tranquillità e aria pulita oltre a molteplici itinerari naturalistici adatti ad ogni utenza.

### Miniere
Da aprile 2017, le Miniere di Dossena sono luogo di interesse che raccolgono turisti da tutta la Valle Brembana per la visita del sottosuolo dove, dal 1929 fino al 26 giugno 1981, avveniva una grande estrazione di fluorite: un minerale molto usato nella siderurgia, nell'industria vetraria e nell'ingegneria aereo-spaziale. L'Associazione Miniere di Dossena rende disponibili visite guidate nel sottosuolo, un'esperienza unica nel suo genere, sia per la bellezza del panorama naturalistico scavato all'interno della montagna che per l'atmosfera magica che racchiude; rendono questa meta ideale per una gita.